# (14124) Kamil
(14124) Kamil (1998 QN60) est un astéroïde de la ceinture principale découvert le 28 août 1998  par Lenka Kotková à l'observatoire d'Ondřejov, en République tchèque.
Il a été baptisé en l'honneur de l'astronome amateur tchèque Kamil Hornoch (en), qui au moment de la découverte, avait du succès dans l'observation des étoiles variables. Natif de Lelekovice, Kamil Hornoch a ensuite été employé à l'observatoire d'Ondřejov.

## Orbite
L'aphélie de Kamil l'éloigne à 2,97 UA du Soleil et son périhélie l'approche à 2,12 UA. Son inclinaison et de 12,46°. Kamil met 1486 jours pour faire le tour du Soleil.